# Невское (Гурьевский район)
Невское — посёлок в Гурьевском городском округе Калининградской области. Входит в состав Кутузовского сельского поселения.

## Население
| 2002 | 2010 |
| ---- | ---- |
| 695  | ↗792 |

## История
Населенный пункт Куммерау в 1946 году был переименован в поселок Невское.